# Беккер, Жан (скрипач)
Жан Беккер (фр. Jean Becker; 5 ноября 1833, Мангейм — 10 октября 1884, там же) — немецкий скрипач эльзасского происхождения.

## Биография
Учился в Мангейме у Винценца Лахнера и Алоиса Кеттенуса, затем в Страсбурге у Симона Шведерле и наконец в Париже у Дельфена Аляра. Гастролировал по Европе начиная с 16-летнего возраста. Некоторое время был капельмейстером в Мангейме, но предпочёл исполнительскую карьеру дирижёрской. В 1866—1880 гг. был первой скрипкой Флорентийского квартета — одного из наиболее заметных камерных ансамблей этого периода; Беккеру посвящён 10-й струнный квартет Антонина Дворжака, написанный специально для Флорентийского квартета. После распада Флорентийского квартета Беккер выступал во главе семейного квартета, в котором его сыновья Ганс и Гуго играли на альте и виолончели, а дочь Жанна — на фортепиано. Беккеру принадлежит некоторое количество учебных и виртуозных пьес для скрипки.
Именем Беккера названа Jean-Becker-Straße в его родном городе.